# Kostroma (mitologia)

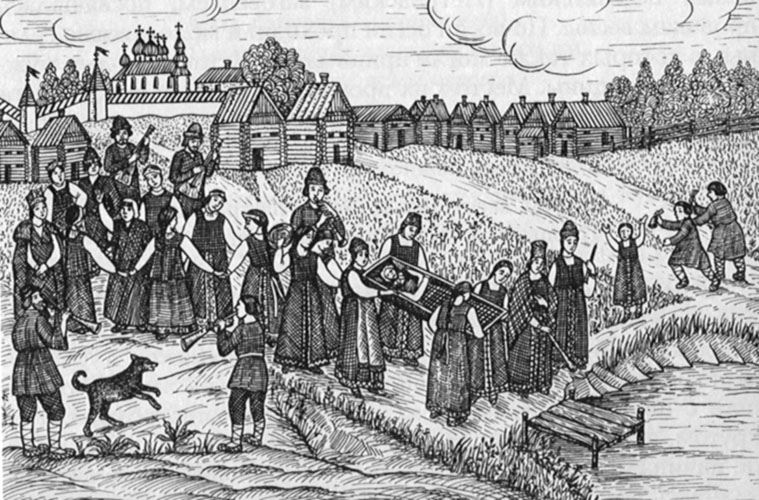
Pogrzeb Kostromy na XIX-wiecznej ilustracji

Kostroma – w wierzeniach Słowian wschodnich personifikacja wiosny i płodności, prawdopodobnie echo umierającej i zmartwychwstającej bogini regulującej cykl wegetacyjny.
Na Rusi obchodzono obrzęd prowadzenia wiosny, podczas którego Kostromę symbolizowała prowadząca pochód kobieta w białych szatach i dębową gałązką w dłoni.
Wraz z nadejściem lata organizowano tzw. pogrzeb Kostromy. W uroczystym pochodzie odnoszono wówczas na brzeg wody wielką słomianą kukłę w ubraniu. Tam ją grzebano, palono lub rozrywano na strzępy, czemu towarzyszył płacz lub śmiech uczestników. Obrzęd ten miał na celu zapewnienie urodzaju podczas żniw.